# Eberstalzell
Eberstalzell is een gemeente in de Oostenrijkse deelstaat Opper-Oostenrijk, gelegen in het district Wels-Land. De gemeente heeft ongeveer 2200 inwoners.

## Geografie
Eberstalzell heeft een oppervlakte van 28 km². De gemeente ligt in het centrum van de deelstaat Opper-Oostenrijk, vlak bij de stad Wels.
Aichkirchen · Bachmanning · Bad Wimsbach-Neydharting · Buchkirchen · Eberstalzell · Edt bei Lambach · Fischlham · Gunskirchen · Holzhausen · Krenglbach · Lambach · Marchtrenk · Neukirchen bei Lambach · Offenhausen · Pennewang · Pichl bei Wels · Sattledt · Schleißheim · Sipbachzell · Stadl-Paura · Steinerkirchen an der Traun · Steinhaus · Thalheim bei Wels · Weißkirchen an der Traun
- Gemeinsame Normdatei: 2166897-8
- Virtual International Authority File: 138069419